# Prix d'Été
Pour les articles homonymes, voir Prix d'Été (course hippique).
Le Prix d'Été est une course hippique de trot attelé se déroulant au mois de septembre sur l'hippodrome de Vincennes. Elle n'est pas au programme en 2023.
C'est une course de Groupe II internationale réservée aux chevaux de 5 à 10 ans ayant gagné au moins 160 000 € (conditions en 2022). Elle se court sur la distance de 2 700 mètres (grande piste), départ volté. En 2022, l'allocation est de 200 000 €, dont 90 000 € pour le vainqueur. En 2013, 2017 et 2019, la course a servi de support de la finale de l'UET Trotting Masters, son allocation globale étant alors portée à 500 000 €, dont 225 000 € pour le vainqueur en 2013, à 400 000 €, dont 180 000 € pour le vainqueur en 2017 et à 380 000 €, dont 171 000 € pour le vainqueur en 2019, la course étant alors réservée aux chevaux figurant au classement UET du Masters.
L'épreuve est créée sous l'Occupation, en juillet 1942. Elle est alors censée célébrer « les cent ans du trotting français » (datant en fait de 1836) et prend dans le calendrier la place du Prix de l'Aquitaine. Avant 2013, la course se courait sur 2 850 mètres. L'édition 1979 avait été rebaptisée « Prix du Centenaire de l'hippodrome de Vincennes ».

## Palmarès depuis 1978
| Année | Vainqueur          | S/A  | Pays      | Père               | Driver               | Entraîneur             | Propriétaire           | Deuxième           | Troisième          | Réd.km |
| ----- | ------------------ | ---- | --------- | ------------------ | -------------------- | ---------------------- | ---------------------- | ------------------ | ------------------ | ------ |
| 2022  | Étonnant           | M.8  | France    | Timoko             | Anthony Barrier      | Richard Westering      | Richard Westering      | Dorgos de Guez     | Galius             | 1'11"7 |
| 2021  | Cleangame          | H.9  | France    | Ouragan de Celland | Jean-Michel Bazire   | Jean-Michel Bazire     | J.-M. Rancoule         | Davidson du Pont   | Dorgos de Guez     | 1'11"7 |
| 2020  | Cleangame          | H.8  | France    | Ouragan de Celland | Jean-Michel Bazire   | Jean-Michel Bazire     | J.-M. Rancoule         | Tony Gio           | Drôle de Jet       | 1'11"  |
| 2019  | Bahia Quesnot      | M.8  | France    | Scipion du Goutier | Junior Guelpa        | Junior Guelpa          | T. Ait-Hamouda         | Bold Eagle         | Mindyourvalue W.F. | 1'11"9 |
| 2018  | Aubrion du Gers    | H.8  | France    | Memphis du Rib     | Jean-Michel Bazire   | Jean-Michel Bazire     | Écurie J.-M. Bazire    | Bird Parker        | Tony Gio           | 1'11"2 |
| 2017  | Aubrion du Gers    | H.7  | France    | Memphis du Rib     | Jean-Michel Bazire   | Jean-Michel Bazire     | Écurie J.-M. Bazire    | Bold Eagle         | Twister Bi         | 1'11"6 |
| 2016  | Bélina Josselyn    | F.5  | France    | Love You           | Jean-Michel Bazire   | Jean-Michel Bazire     | Écurie Yvan Bernard    | Ave Avis           | Moses Rob          | 1'13"1 |
| 2015  | Lionel             | M.5  | Norvège   | Look de Star       | Franck Nivard        | Fabrice Souloy         | Göran Antonsen         | Ustinof du Vivier  | Akim du Cap Vert   | 1'12"1 |
| 2014  | Un Mec d'Héripré   | M.6  | France    | Orlando Vici       | Franck Nivard        | Fabrice Souloy         | Éc. d'Héripré          | Roxane Griff       | Roi du Lupin       | 1'13"2 |
| 2013  | Ready Cash         | M.8  | France    | Indy de Vive       | Franck Nivard        | Thierry Duvaldestin    | Philippe Allaire       | Timoko             | The Best Madrik    | 1'11"9 |
| 2012  | Ready Cash         | M.7  | France    | Indy de Vive       | Franck Nivard        | Thierry Duvaldestin    | Philippe Allaire       | Roxane Griff       | Quarcio du Chêne   | 1'12"  |
| 2011  | Commander Crowe    | H.8  | Suède     | Juliano Star       | Christophe Martens   | Fabrice Souloy         | P.P.Travträning AB     | Rêve de Beylev     | Perlando           | 1'14"5 |
| 2010  | Rapide Lebel       | H.5  | France    | Ginger Somolli     | Éric Raffin          | Sébastien Guarato      | A.Prévost              | Ilaria Jet         | Quilien d'Isques   | 1'12"9 |
| 2009  | Olga du Biwetz     | F.7  | France    | Cezio Josselyn     | Christophe Martens   | Sébastien Guarato      | Mlle N. Chatelain      | Nimrod Boréalis    | Monte Georgio      | 1'14"  |
| 2008  | Olga du Biwetz     | F.6  | France    | Cezio Josselyn     | Jos Verbeeck         | Sébastien Guarato      | Mlle N. Chatelain      | Giuseppe Bi        | Opus Viervil       | 1'14"4 |
| 2007  | Meaulnes du Corta  | M.7  | France    | Voici du Niel      | Pierre Levesque      | Pierre Levesque        | Jean-Pierre Barjon     | Nimrod Borealis    | Kito du Vivier     | 1'13"6 |
| 2006  | Lady d'Auvrecy     | F.7  | France    | Dorenzo            | Sébastien Baude      | Franck Harel           | Franck Harel           | Kito du Vivier     | Jardy              | 1'13"  |
| 2005  | Kazire de Guez     | M.7  | France    | Udo de Touraine    | Jean-Michel Bazire   | Jean-Michel Bazire     | René Guézille          | Joyau d'Amour      | Loumana Flor       | 1'13"8 |
| 2004  | Général du Lupin   | H.10 | France    | Lutin d'Isigny     | Pierre Vercruysse    | Jean-Paul Marmion      | Éc. de Maupertuis      | Ipson de Mormal    | Karikal            | 1'13"8 |
| 2003  | Jeanbat du Vivier  | M.6  | France    | Coktail Jet        | Jean-Michel Bazire   | Jean-Michel Bazire     | Alain Szwarc           | Joyau d'Amour      | Zinzan Brooke Tur  | 1'12"7 |
| 2002  | Général du Pommeau | M.8  | France    | Sébrazac           | Jules Lepennetier    | Jules Lepennetier      | Jacky Grisanti         | Royal Gull         | Insert Gédé        | 1'14"2 |
| 2001  | Insert Gédé        | M.5  | France    | Jet du Vivier      | Yves Dreux           | Jean-Luc Bigeon        | Joël Seché             | Always New         | Not a Spacecase    | 1'14"2 |
| 2000  | First de Retz      | M.7  | France    | Podosis            | D.Locqueneux         | Philippe Allaire       | Éc. des Charmes        | Jackhammer         | Himo Josselyn      | 1'14"9 |
| 1999  | Giant Cat          | M.5  | France    | Quito de Talonay   | Nicolas Roussel      | Nicolas Roussel        | M.-C. Bessière         | Express Road       | Johnny Walker N    | 1'14"1 |
| 1998  | Remington Crown    | M.5  | Suède     | Lord of All        | Jos Verbeeck         | Jan Kruithof           | Mse de Moratalla       | Draga              | Huxtable Hornline  | 1'14"9 |
| 1997  | Huxtable Hornline  | M.6  | Suède     | Sherwood           | Anders Lindqvist     | Anders Lindqvist       | Écurie L.O.B.          | Chaillot           | Écho               | 1'16"3 |
| 1996  | Charmy Skeeter     | M.8  | Allemagne | Wildfang           | Heinz Wewering       | Heinz Wewering         | Stall Selecta          | Coktail Jet        | Camino             | 1'16"8 |
| 1995  | Abo Volo           | M.7  | France    | Lurabo             | Jos Verbeeck         | Paul Viel              | Albert Viel            | Camino             | Balou Boy          | 1'15"1 |
| 1994  | Balou Boy          | M.5  | France    | Moscantido         | Yves Dreux           | Yves Dreux             | Yves Dreux             | Vourasie           | Useria             | 1'15"9 |
| 1993  | Vourasie           | F.6  | France    | Fakir du Vivier    | Bernard Oger         | Léopold Verroken       | R.Ostheimer            | Vive Ludoise       | Strabo             | 1'15"9 |
| 1992  | Habsburger         | M.8  | Allemagne | Ballon Rouge       | Jos Verbeeck         | H.Grendel              | Écurie Cicero          | Végétarien         | Unique James       | 1'16"6 |
| 1991  | Rêve d'Udon        | M.8  | France    | Éjakval            | Yves Dreux           | Bernard Desmontils     | Bernard Desmontils     | Ursulo de Crouay   | Uzo Charmeur       | 1'16"4 |
| 1990  | Réussite de Rozoy  | F.7  | France    | Chambon P          | Roger Baudron        | Roger Baudron          | Roger Baudron          | Poroto             | Sébrazac           | 1'18"4 |
| 1989  | Sabre d'Avril      | M.5  | France    | Hadol du Vivier    | Jean-Pierre Viel     | Jean-Pierre Viel       | Albert Viel            | Reine du Corta     | Poroto             | 1'17"5 |
| 1988  | Poroto             | M.5  | France    | Esquirol           | Louis Boulard        | Louis Boulard          | A.Ostyn                | Rêve d'Udon        | Potin d'Amour      | 1'15"7 |
| 1987  | Quito de Talonay   | M.5  | France    | Florestan          | Michel-M.Gougeon     | Jack de Bellaigue      | Jack de Bellaigue      | Poroto             | Ogorek             | 1'16"7 |
| 1986  | Pan de la Vaudère  | M.5  | France    | Ruy Blas IV        | J.-C.Hallais         | Louis Decaudin         | Louis Decaudin         | Navigo             | Ogorek             | 1'19"6 |
| 1985  | Minou du Donjon    | M.7  | France    | Quioco             | Olle Goop            | Jean-Lou Peupion       | Mme A.-C. Peupion      | Lapito             | Miss Cléville      | 1'17"  |
| 1984  | Khali de Vrie      | F.8  | France    | Quirinus III       | Roger Baudron        | Roger Baudron          | Roger Baudron          | Minou du Donjon    | Joli Quito         | 1'19"8 |
| 1983  | Minou du Donjon    | M.5  | France    | Quioco             | Michel Roussel       | Jean-Lou Peupion       | Mme A.-C. Peupion      | Lapito             | Jonc d'Anson       | 1'18"7 |
| 1982  | Istraeki           | M.8  | France    | Paléo              | Michel-M.Gougeon     | Roger Ledoyen          | Roger Ledoyen          | Lutin d'Isigny     | Ino Ludois         | 1'18"3 |
| 1981  | Jiosco             | M.6  | France    | Quioco             | Jean-René Gougeon    | Jean-René Gougeon      | Henri Levesque         | Jézabel d'Ouches   | Ispahan            | 1'18"0 |
| 1980  | Ianthin            | M.6  | France    | Vésuve T           | Paul Delanoë         | Paul Delanoë           | Marin Tribondeau       | Igor du Beauvoisin | Ino Ludois         | 1'19"4 |
| 1979  | Hillion Brillouard | M.6  | France    | Raskolnikov Z      | Philippe Allaire     | Charles Rivière        |                        | Hadol du Vivier    | Fanacques          | 1'18"3 |
| 1978  | Gamélia            | F.6  | France    | Kerjacques         | Pierre-Léopold Marie | Dominique de Bellaigue | Guillaume de Bellaigue | Feinte             | Grande Source      | 1'19"4 |